# Deltobathra
Deltobathra là một chi bướm đêm thuộc phân họ Tortricinae của họ Tortricidae.

## Các loài
- Deltobathra autarkia Razowski & Becker, 1999
- Deltobathra platamodes Meyrick, 1923